# دين سبينك
دين سبينك (بالإنجليزية: Dean Spink)‏ هو لاعب كرة قدم ومدرب كرة قدم بريطاني في مركز الدفاع، ولد في 22 يناير 1967 في برمنغهام في المملكة المتحدة. لعب مع أستون فيلا وشروزبري تاون ونادي بوري ونادي تشستر سيتي ونادي تلفورد يونايتد ونادي ريكسهام ونادي سكاربورو.

## وصلات خارجية
- دين سبينك على موقع قاعدة بيانات كرة القدم.إي يو (الإنجليزية)
- دين سبينك على موقع Soccerbase.com (لاعب) (الإنجليزية)